# SK Kladno
O Sportovní Klub Kladno é uma equipe de futebol da cidade de Kladno, na República Tcheca. Foi fundado em 1903 e suas cores são azul e branco. O clube passou por duas fusões: em 1948, quando o SK Kladno e o STAK Letna se uniram formando o ZSJ SONP Kladno, e em 2003, quando o SK Kladno e o SK Spolana Neratovice formaram o SK Kladno.
Disputa suas partidas no Stadion Františka Kloze, em Kladno, que tem capacidade para 4.000 espectadores. O nome foi em homenagem a Františka Kloze, lendário ex-jogador do clube.
A equipe compete atualmente na Liga de Futebol da Boêmia, que corresponde à terceira divisão na hierarquia do futebol tcheco. Na primeira divisão (Gambrinus Liga), nunca fez muito sucesso. Sua melhor colocação a nível nacional foram 2 terceiros lugares no Campeonato Tchecoslovaco, na temporada 1933/34 e 1946/47.
Sua única participação a nível europeu foi a Copa Intertoto em 1963/64.

## Nomes
- 1903 SK Kladno (Sportovni krouzek Kladno);
- 1904 SK Kladno (Sportovni klub Kladno);
- 1948 ZSJ SONP Kladno (Základní sportovní jednota Spojené ocelárny národní podnik Kladno);
- 1949 Sokol SONP Kladno (Tělovýchovná jednota Sokol Spojené ocelárny národní podnik Kladno);
- 1953 DSO Banik Kladno (Dobrovolná sportovní organizace Baník Kladno);
- 1958 TJ SONP Kladno (Tělovýchovná jednota Spojené ocelárny národní podnik Kladno);
- 1960 TJ Banik Kladno (Tělovýchovná jednota Baník Kladno);
- 1961 TJ SONP Kladno (Tělovýchovná jednota Spojené ocelárny národní podnik Kladno);
- 1977 TJ Poldi SONP Kladno (Tělovýchovná jednota Poldi Spojené ocelárny národní podnik Kladno);
- 1989 TJ Poldi Kladno  (Tělovýchovná jednota Poldi Kladno);
- 1993 FC Terrex Kladno (Football Club Terrex Kladno, a.s);
- 1994 FC Agrox Kladno (Football Club Agrox Kladno, a.s.);
- 1995 SK Kladno (Sportovní klub Kladno, a.s.).

## Títulos
O clube não possui nenhum título de relevância.